# Котков, Владислав Александрович
Владисла́в Алекса́ндрович Котко́в (род. 8 января 2000, Рязань) — российский хоккеист, нападающий.

## Биография
В 6 лет отец отдал Коткова в хоккей в Рязани. В 8 лет семья переехала в Москву. В 2013 году был приглашён в спортивную хоккейную школу ЦСКА. За год до выпуска выступал за клуб МХЛ «Красная Армия». В сезоне 2016/17 дебютировал в МХЛ. Это был чемпионский сезон «Красной Армии». В 2017 году на драфте CHL был выбран под общим 32 номером в команду «Шикутими Сагенеенс». В 2018 году был в тренировочном лагере «Колорадо Эвеланш», после подписал контракт с «Сан-Хосе Шаркс». В 2021 году вернулся в Россию и подписал контракт с ЦСКА. В сезоне 2023/2024 выступал за белорусский ХК «Гомель» где стал первым снайпером клуба. В 2024 году пополнил систему магнитогорского «Металлурга».